# 3485 Barucci
3485 Barucci este un asteroid din centura principală, descoperit pe 11 iulie 1983 de Edward Bowell.